# Recopa Africana 1981
La Recopa Africana 1981 es la sétima edición de este torneo de fútbol a nivel de clubes de África organizado por la CAF y que contó con la participación de 32 equipos campeones de copa de sus respectivos países, 4 más que en la edición anterior.
El Union Douala de Camerún venció en la final al Stationery Stores de Nigeria para proclamarse campeón del torneo por primera vez.

## Primera Ronda
| Equipo 1             | Agr.         | Equipo 2                | Ida | Vuelta |
| -------------------- | ------------ | ----------------------- | --- | ------ |
| CAPS United          | 8-1          | AS Saint Michael        | 8-1 | w/o1   |
| Gbessia              | w/o2         | Estrela Negra de Bissau |     |        |
| Gor Mahia            | w/o2         | Coastal Union           |     |        |
| Lavori Publici       | w/o2         | El Zamalek              |     |        |
| Lubumbashi Sport     | 4-4 (v.)     | FC 105 Libreville       | 4-3 | 0-1    |
| Kadiogo              | 4-4 (v.)     | Semassi                 | 3-2 | 1-2    |
| Kampala City Council | 1-2          | Sétif                   | 1-0 | 0-2    |
| Matlama              | 1-3          | Power Dynamos           | 1-1 | 0-2    |
| Nacional Benguela    | 1-3          | Union Douala            | 1-7 | 0-6    |
| Palmeiras de Beira   | w/o2         | Mbabane Highlanders     |     |        |
| Daloa                | 2-2 (v.)     | Djoliba                 | 2-1 | 0-1    |
| Real Republicans     | 3-2          | ASC Jeanne d'Arc        | 2-2 | 1-0    |
| Sekondi Hasaacas     | w/o2         | CS Nere                 |     |        |
| Stationery Stores    | 1-1 (5-4 p.) | Al-Ahly                 | 1-0 | 0-1    |
| Mazembe              | 7-0          | ASDR Fatima             | 5-0 | 2-0    |
| Zoundourma           | Cancelada3   | Espérance de Tunis      | ——  | ——     |

- 1:El AS Saint Michael abandonó el torneo al terminar el juego de ida.
- 2:Estrela Negra de Bissau, Coastal Union, El Zamalek, Mbabane Highlanders y CS Nere abandonaron el torneo antes del partido de ida.
- 3:Ambos equipos abandonaron el torneo.

## Segunda Ronda
| Equipo 1           | Agr.         | Equipo 2          | Ida | Vuelta |
| ------------------ | ------------ | ----------------- | --- | ------ |
| CAPS United        | 1-1 (1-3 p.) | Stationery Stores | 1-0 | 0-1    |
| Djoliba            | 4-0          | Semassi           | 3-0 | 1-0    |
| FC 105 Libreville  | 1-4          | Union Douala      | 1-3 | 0-1    |
| Gor Mahia          | 3-1          | Lavori Publici    | 3-0 | 0-1    |
| Palmeiras de Beira | 1-6          | Power Dynamos     | 1-1 | 0-5    |
| Real Republicans   | 1-4          | Gbessia           | 1-2 | 0-2    |
| Sekondi Hasaacas   | 3-1          | Mazembe           | 2-1 | 1-0    |
| Sétif              | Bye1         |                   |     |        |

- 1:El EP Sétif debía enfrentar al vencedor entre Zoundourma vs Espérance Sportive de Tunis, pero como ambos abandonaron el torneo, avanzó a los cuartos de final.

## Cuartos de final
| Equipo 1      | Agr. | Equipo 2          | Ida | Vuelta |
| ------------- | ---- | ----------------- | --- | ------ |
| Djoliba       | 2-1  | Gor Mahia         | 2-0 | 0-1    |
| Gbessia       | 1-4  | Stationery Stores | 0-1 | 1-3    |
| Power Dynamos | 2-3  | Sekondi Hasaacas  | 1-0 | 1-3    |
| Union Douala  | 6-1  | Sétif             | 5-0 | 1-1    |

## Semifinales
| Equipo 1          | Agr.     | Equipo 2         | Ida | Vuelta |
| ----------------- | -------- | ---------------- | --- | ------ |
| Stationery Stores | 1-0      | Djoliba          | 0-0 | 1-0    |
| Union Douala      | 4-4 (v.) | Sekondi Hasaacas | 2-1 | 2-3    |

## Final
| Equipo 1     | Agr. | Equipo 2          | Ida | Vuelta |
| ------------ | ---- | ----------------- | --- | ------ |
| Union Douala | 2-1  | Stationery Stores | 0-0 | 2-1    |

## Campeón
| Recopa Africana 1981   |
| ---------------------- |
| Bandera de Camerún     |
| Union Douala 1º título |